# Romanówka (rejon wołkowyski)
Romanówka (biał. Раманаўка; ros. Романовка) – wieś na Białorusi, w obwodzie grodzieńskim, w rejonie wołkowyskim, w sielsowiecie Izabelin.
Dawniej wieś i majątek ziemski. W dwudziestoleciu międzywojennym leżała w Polsce, w województwie białostockim, w powiecie wołkowyskim, w gminie Izabelin.